# Толошур
Толошу́р (рос. Толошур) — присілок у складі Селтинського району Удмуртії, Росія.

## Населення
Населення — 86 осіб (2010; 119 в 2002).
Національний склад станом на 2002 рік:
- удмурти — 100 %

## Урбаноніми[3]
- вулиці — Молодіжна, Толошурська